# パラソルヘンべえ
『パラソルヘンべえ』は、藤子不二雄Ⓐによる日本の漫画作品、およびそれを原作とするテレビアニメ作品。「ヘン」の字は、漫画版・テレビアニメ版ともにカタカナ表記である。

## 概要
元々NHKのアニメとして企画されていたもので、テレビアニメ版に先駆けて藤子不二雄Ⓐ本人による漫画作品が講談社の『月刊ヒーローマガジン』に連載された。連載は同誌創刊号の1989年10月号から最終号の1991年1月号まで通して続けられ、単行本はコミックスボンボン（ボンボンKC）レーベルで発売された。単行本は全2巻。
テレビアニメ版は、1989年10月2日から1991年1月12日までNHK総合テレビジョンで放送。全200話。放送時間は毎週月曜 - 金曜 17:50 - 18:00（日本標準時）で、最終話のみ土曜 17:50 - 18:00に放送された。
これらと並行してキャラクターグッズの展開もされており、後述のゲームソフトをはじめ、絵本、ソフビ人形、箸箱、パチンコ（玩具）、目覚まし時計などが発売された。
NHKエンタープライズからは、テレビアニメ版を収録したVHSビデオやレーザーディスクがNHK VOOKブランドで発売されたが、これらは傑作選であり全話収録の完全版ではない。
藤子Ⓐの母は生前に本作を大変気に入っており、墓石にヘンべえがさりげなく彫られている。2022年（令和4年）8月27日には、藤子Ⓐの出身地である富山県氷見市にヘンべえの像が『ウルトラB』『ビリ犬』の像と共に設置された。

## あらすじ
パラソルワールドの男の子ヘンべえは、1人で遊んでいるうちにうっかりして川に流されてしまい、不思議のトンネルをくぐって小学生の男の子・内木メゲルの部屋のクローゼットから飛び出してしまう。トンネルは閉じてしまいヘンべえは帰れなくなるが、メゲルとすぐに友達になり、しばらくメゲルの家でお世話になることに。
パラソルで空を飛んだり、不思議な力を使うことができるヘンべえは、その力でみんなに夢を与えていく。時々パラソルワールドへのトンネルが開くことがあり、動物や友達がやってきたりすることもある。ヘンべえは帰ることもできるが、メゲルとの友情ゆえに躊躇してしまう。
物語の終盤では、メゲルたちと一緒にパラソルワールドへの冒険の旅に出かける。

## 登場人物
ヘンべえ
声 - 中村メイコ
本作の主人公。パラソルワールドの川に落ち、不思議のトンネルをくぐってメゲルの部屋のクローゼットから出てきた。原作のみ、語尾に「〜れす」「〜ら」が付く。モデルは、作者の過去の作品『マボロシ変太夫』の変太夫。好物はアイスクリーム。
内木メゲル
声 - 日髙のり子
心の優しい小学生男子ですぐ人に一目ぼれをしてしまう。服装は白地に赤ラインのシャツを着用し、格子柄の入った緑の半ズボンと白のソックスを履いているが、第17話でお気に入りのTシャツがある事が判明。遅刻最高記録は5回。
いずみ
声 - 佐久間レイ
ややお転婆な女の子。実はメゲルに恋心を抱いている。名前は作者の姪から。
可愛
声 - 潘恵子
ゴリ太
声 - 玄田哲章
ガキ大将だが、家出したのにもかかわらず、暗くなると泣きながら「帰りたいよー」と発言するなど、結構小心者。また、メゲルやメモスケなどから行動を馬鹿にされることも多い。藤子アニメのガキ大将では珍しく半ズボンを履いている。
メモスケ
声 - 中尾隆聖
ゴリ太の腰巾着。いつもビデオカメラを持ち歩き、変わったものから日常のものまで何でもかんでも撮影する癖がある。話によってはメモ帳を持ち歩き、何でもかんでもメモする癖もある。
丸子
声 - 堀絢子
カネヒコ / トビケン
声 - 梅津秀行
カタブツ
声 - 関俊彦
ブラックホール爺さん
声 - 八奈見乗児
野球のボールが家に入ってしまうと二度と返ってこないことから、「ブラックホール爺さん」というあだ名を付けられた。
トンべえ
声 - 肝付兼太
チンべえ
声 - 向井真理子
カンべえ
声 - 山田栄子
センべえ
声 - 八木光生
パパ（内木童太）
声 - 村山明
ママ（内木陽子）
声 - 吉田理保子
茜先生
声 - 高田由美
校長先生
声 - 上田敏也

## テレビアニメ

### スタッフ
- 原作 - 藤子不二雄Ⓐ
- 音楽 - 小六禮次郎
- 美術 - 吉原一輔
- 音響監督 - 山田悦司
- 監督 - 樋口雅一
- 脚本 - 杉原めぐみ、狭山太郎、久島一仁、あかほりさとる、池野みのり、笠原邦暁、小池修一、棚谷俊文、松井亜弥、山城桜子
- 絵コンテ - 矢沢則夫、古川政美、山口頼房 ほか
- 演出 - 古川政美、山口頼房、藤川茂、熊坂礼次、井上修、日巻裕二、水谷貴哉、殿河内勝、首藤行朝、渡辺慎一、篠原俊哉
- 協力 - 81プロデュース
- キャラクター監修 - 鈴木伸一
- 作画監督 - 香西隆男
- 背景 - みにあーと、小板橋かよこ ほか
- 撮影 - ティ・ニシムラ
- 編集 - タバック編集室（千蔵豊、西山茂） → 井上編集室 ※フィルム上ではノンクレジット[要出典]
- 音響効果 - 小川勝男
- アニメーション制作 - C&Dディストリビューション
- 録音スタジオ、音響制作 - プロセンスタジオ
- 制作 - 藤田克彦
- 企画・制作 - NHK
- 共同制作 - NHKエンタープライズ、NHKサービスセンター

### 主題歌
オープニングテーマ「マジカルミステリーボーイ」
作詞・作曲 - 根本久子 / 編曲 - 埜邑紀見男 / 歌 - ピクルス
第13話まではオープニング映像に歌詞スーパー（歌詞テロップ）が無く、第14話から入るようになった。また第39話からは、オープニングにヘンべえ役の中村メイコによるタイトルコールが入るようになった。
エンディングテーマ「夢で逢いましょう」
作詞 - かんのみき / 作曲・編曲 - 埜邑紀見男 / 歌 - ピクルス
レコード - 東芝EMI（SCD-No. - TODT-2454 / カセットNo. - TOST-2454） / 発売日 - 1989年12月13日 / 音楽出版社 - サンミュージック出版

### 各話リスト
1. ヘンべえがやってきた！
2. ぼくをガッコーへ連れてって
3. 大縄とびでこんにちわ
4. 家庭訪問で大さわぎ
5. 雨なんか大きらい
6. サイン会でビックリ
7. ヘンべえとおじいさん
8. 可愛ちゃんの誕生日
9. 台風一家
10. 身代わりヘンべえ
11. ヘンべえ大いそがし
12. 動物たちが逃げだした
13. ニャンともおかしなお友達
14. ヘンべえ遠足に行く
15. お店屋さん、ヘンべえ
16. 名探偵ヘンべえ
17. Tシャツをつかまえろ
18. パパのお父さんのカメラ
19. ヘンべえと赤ちゃん
20. パパの日曜大工
21. 特ダネをつかめ
22. お見舞いパニック
23. りんご物語
24. ゴリ太の秘密を探れ
25. 七五三ってなーに？
26. 真夜中の遊園地
27. 不思議の国から蝶が来た
28. 転校生はだれだ
29. 早起きヘンべえ
30. 親子ゲンカはやめて
31. シャボン玉飛んだ
32. イルカがとんだ
33. 思い出の宅配便
34. 九官鳥どこいった
35. 枯れ葉のお礼状
36. ヘンべえと流れ星
37. 恐竜物語
38. 元気だしてよヘンべえ
39. 可愛い大脱走
40. 消えたヘンべえ
41. メゲルがスベル
42. 寒さに負けない方法
43. 渡り鳥さんこんにちわ
44. ヘンべえの雪だるま
45. おじいさんの超能力
46. ヘンべえのサンタクロース
47. 大活躍、ドクターヘンべえ
48. ヘンべえと福引き
49. どこへ行っても大そうじ
50. 忘れ物でヘトヘト
51. 僕らの花壇は花いっぱい
52. サーカスがやって来た
53. モデル騒動
54. トンチンカンがやってきた
55. またくるよトンチンカン
56. ヘンべえスキーに行く
57. 幸せをよぶ卵
58. 夢であいましょう
59. 鬼になったヘンべえ
60. イニシャルMを探せ
61. 頼りになるのは丸子ちゃん
62. 鍵がない！
63. メゲルくんの照明係
64. 幸運のパラソルストーン
65. 骨折りは得？
66. ハッピーバレンタイン
67. なつかしの火の用心
68. 夢のパラソルワールド
69. メモスケの一大事
70. 怒らないゴリ太
71. メゲルが二人
72. 秘密の広場を探せ
73. 大時計が止まった
74. ゴリ太のすてきなプレゼント
75. おばあちゃんは元気人
76. ヘンべえとひな祭り
77. あっちこっちで大騒ぎ
78. ヘンべえのお留守番
79. パパとママの結婚記念日
80. 三つのお願い
81. 花咲かヘンべえ
82. ヘンべえとまぼろしの魚
83. パラソルワールドの衛星放送
84. 茜先生のお見合い
85. 春風と不思議パラソル
86. ヘンべえの、おうちが一番
87. ヘンべえと無人島
88. 占いはよく当たる？
89. 空からの手紙
90. おじいさんゲームに挑戦
91. パラソルパワー大ピンチ
92. まぼろしの白い鳥
93. 飛んでけ綿アメ
94. 校長先生の秘密
95. 大空からモシモシ
96. ないしょ話で大さわぎ
97. キャンプでカレーを
98. わが家の鯉のぼり
99. トンネルの向う側
100. パラソルパワーでジャンケンポン
101. アイスクリーム大好き
102. メモスケ君のSOS
103. 気になる落とし物
104. もしもしパラソルワールド
105. モロコシ君のコンサート
106. ヘンべえ牧場へ行く
107. ヘンべえと青い回転木馬
108. ヘンべえの一輪車
109. 空とぶ自転車
110. かみなりこわーい
111. すずらんのお花畑
112. ヘンべえの手紙
113. 虹のすべり台
114. おじいさんの思い出
115. パパへのプレゼント
116. クシャミでハッピー
117. ヘンべえの一大決心
118. ママがんばって！
119. ヘンべえの曲芸師
120. 王子さまってだあれ？
121. 地震はこわい
122. 忘れ物には気をつけて
123. ヘンべえの自転車教室
124. ママどうしたの？
125. トンチンカンのチャンバラごっこ
126. 野球をやれば世界一
127. アブ子ちゃんの七夕
128. また来たよトンチンカン
129. びっくり！パラソルフラワー
130. トンチンカンをご案内
131. トンチンカンの家探し
132. 開け！パラレルトンネル
133. 夏祭りって楽しいな
134. おじいさんの花火大会
135. いずみちゃんの秘密
136. まぼろしのホタル
137. ようこそパラソルワールド
138. メゲル君の不思議パワー
139. ヘンべえの海中散歩
140. ラジオ体操で1・2・3
141. 林間学校って楽しいな
142. ヘンべえは天才画家？
143. パラソルワールド初探検
144. メゲルは名コーチ？
145. ヘンべえと植木屋さん
146. 星空を作ろう
147. 茜先生の夢デート
148. ヘンべえのたからさがし
149. 給食ってだいすき！
150. 運動会だよトンチンカン
151. ヘンべえモデルになる
152. 可愛ちゃんのペンフレンド
153. トンべえ大あわて
154. ヘンべえと獣医さん
155. シャックリがとまらない
156. 双眼鏡をのぞいてみたら
157. ヘンべえのご先祖さま？
158. パパはプロゴルファー
159. ママの魔法のケーキ
160. トンチンカンのワンパク戦争
161. 落書きしたのは誰だ！
162. トンチンカンのにらめっこ
163. 子ネコはどこに？
164. ゴリ太がお父さん？
165. クリ・クリ・ビックリ！
166. トンチンカンがお勉強？
167. オウム虫がやってきた
168. おじいさんの宝物
169. パラソルジュースで仲直り
170. トンチンカンと熱気球
171. 食べはじめたら止まらない
172. ヘンべえの一日署長さん
173. わんぱく猫をつかまえろ
174. パラソルタイフーン
175. トンチンカンで大逆転
176. 起きてよトンべえ
177. あら不思議？アベコベエリア
178. カンべえの超能力？
179. UFOが出たぞ!?
180. 謎のお化け石
181. パラソルワールドの一大事
182. 抜きつ抜かれつ大接戦
183. こたつ騒動
184. トンチンカンの雪遊び
185. トンチンカントリオ解散？
186. トンチンカンのプレゼント
187. ママありがとう
188. おかしなスカンク騒動
189. SOSパラソルパワー
190. センべえ爺さん登場
191. 助けてセンべえ爺さん！
192. みんなそろってパラソルワールド！
193. パラソルワールドで大はしゃぎ
194. 出発！冒険の旅へ
195. 変だぞ！パラソルワールド
196. オオカミワシの岩山
197. パラソルワールドがこおった！
198. 不思議な洞窟
199. マザーツリーを救え！
200. さよなら、またね（最終回）

## ゲーム
いずれも横スクロールタイプのアクションゲームとなっている。ゲームソフトとして極度のマイナー作品になってしまったのは、NHKのアニメで本作のCMを放送できなかったためという分析もある。
パラソルヘンべえ 虹の大冒険
ゲームボーイ用ソフト。1990年11月16日にエポック社から発売。
パラソルヘンべえ おとぎの国は大さわぎ！
ファミリーコンピュータ用ソフト。1991年2月15日にエポック社から発売。ゲームスタート時にプレイヤーの年齢を入力する画面があり、それに応じてゲーム本編の難易度が調整される設計となっている。